# Бём, Доминикус
Доминикус Бём (нем. Dominikus Böhm; 23 октября 1880 — 6 августа 1955) — немецкий архитектор, специализировавшийся на церковной архитектуре. Создавал проекты церквей в Кёльне, Рурской области, Швабии и Гессене.

## Биография
Родился в Еттингене, был младшим из шести детей в семье строителя. Учился в Аугсбургском университете прикладных наук, который окончил в 1900 году. Впоследствии стал преподавателем в Рейнском техникуме, а позже в Оффенбахском колледже дизайна, где работал в 1908—1926 годах. Он также посещал лекции Теодора Фишера в Университете Штутгарта. В 1926 году стал профессором христианского искусства в Кёльне. 
Во время Второй мировой войны Бём стал членом НСДАП, но никогда не занимался строительством для правительства и вышел в полуотставку. После войны он восстановил свои позиции в Кёльне; по его проектам было восстановлено восемь новых церквей после массовых разрушений в городе в ходе войны.
Многие из его зданий являются примерами так называемого «кирпичного экспрессионизма». Бём работал с несколькими партнёрами, в том числе Мартином Вебером и Рудольфом Шварцем, занимаясь проектированием и строительством церквей.
Он был награждён Федеральным крестом за заслуги в 1950 году и орденом Святого Сильвестра в 1952 году. Умер в Кёльне, где был похоронен 10 августа 1955 года. Его бюро возглавил сын Готфрид, удостоенный в 1986 г. самой престижной премии в мире архитектуры — Притцкеровской.